# 趙嘉寶
趙嘉寶，綽號阿寶，曾任行政院勞工委員會勞工保險局總經理史哲秘書。任職高雄市政府工務局專門委員時，借調高雄市政府新聞處擔任處長室機要秘書，支援高雄世運體育基金會行銷公關部相關事務，而且在高雄世運「國內廣告案」招標時擔任評審委員。

## 爭議
- 2014年7月17日，趙嘉寶因為貪汙等罪被判處有期徒刑11年確定，但未到案。還在臉書上貼出與總統府秘書長陳菊、前法務部長邱太三等民進黨政要見面的照片[1]。2015年6月才被高雄地檢署通緝。

- 被通緝後，除了參加2017年的跨年晚會，還曾在2018年時飲酒作樂高調打卡，行徑囂張。2018年11月被揭發曾在高雄海產店與和民進黨某位立委助理會面，海產店距離高雄市政府警察局只有500公尺遠[2]。

- 2019年4月25日於屏東墾丁被內政部警政署刑事警察局與高雄市政府警察局逮捕[3][4]。2023年3月25日再度假釋出監。

## 軼事及其他
- 被媒體封為前高雄市長陳菊子弟兵。自稱陳菊乾兒子[5]。